# Mohave County
Das Mohave County ist ein County im Nordwesten des US-Bundesstaates Arizona. Er grenzt im Osten an den Coconino County und den Yavapai County, im Süden an den La Paz County, im Norden an Utah und im Westen an Kalifornien und Nevada.

## Geographie
Das County hat eine Fläche von 34.476 Quadratkilometern und eine Wasserfläche von 409 Quadratkilometern. Er ist etwa so groß wie die Schweiz ohne Kanton Graubünden. Es wird vom Colorado River durchflossen, Teile des Grand-Canyon-Nationalparks liegen im County, so wie des Lake Mead und des Lake Mead National  Areas. Der Teil des Countys nördlich des Colorado Rivers gehört zum Arizona Strip. Außer dem Colorado gibt es nur wenige ganzjährig wasserführende Flüsse: Der Virgin River schneidet das County im äußersten Nordwesten an, der Kanab Creek bildet im Arizona Strip die Grenze zum Coconino County. Ganz im Süden liegt das Flusssystem des Bill Williams Rivers. Er entsteht aus dem Zusammenfluss von Big Sandy River und Santa Maria River, er und der Santa Maria bilden die Südgrenze des Countys. Daneben gibt es mehrere Washes, die nur saisonal oder nach außergewöhnlichen Niederschlägen zeitweilig Wasser führen.
Das County wird vom Office of Management and Budget zu statistischen Zwecken als Lake Havasu City–Kingman, AZ Metropolitan Statistical Area geführt.

## Geschichte
Das County wurde am 8. November 1864 gebildet und nach den Mohave benannt.

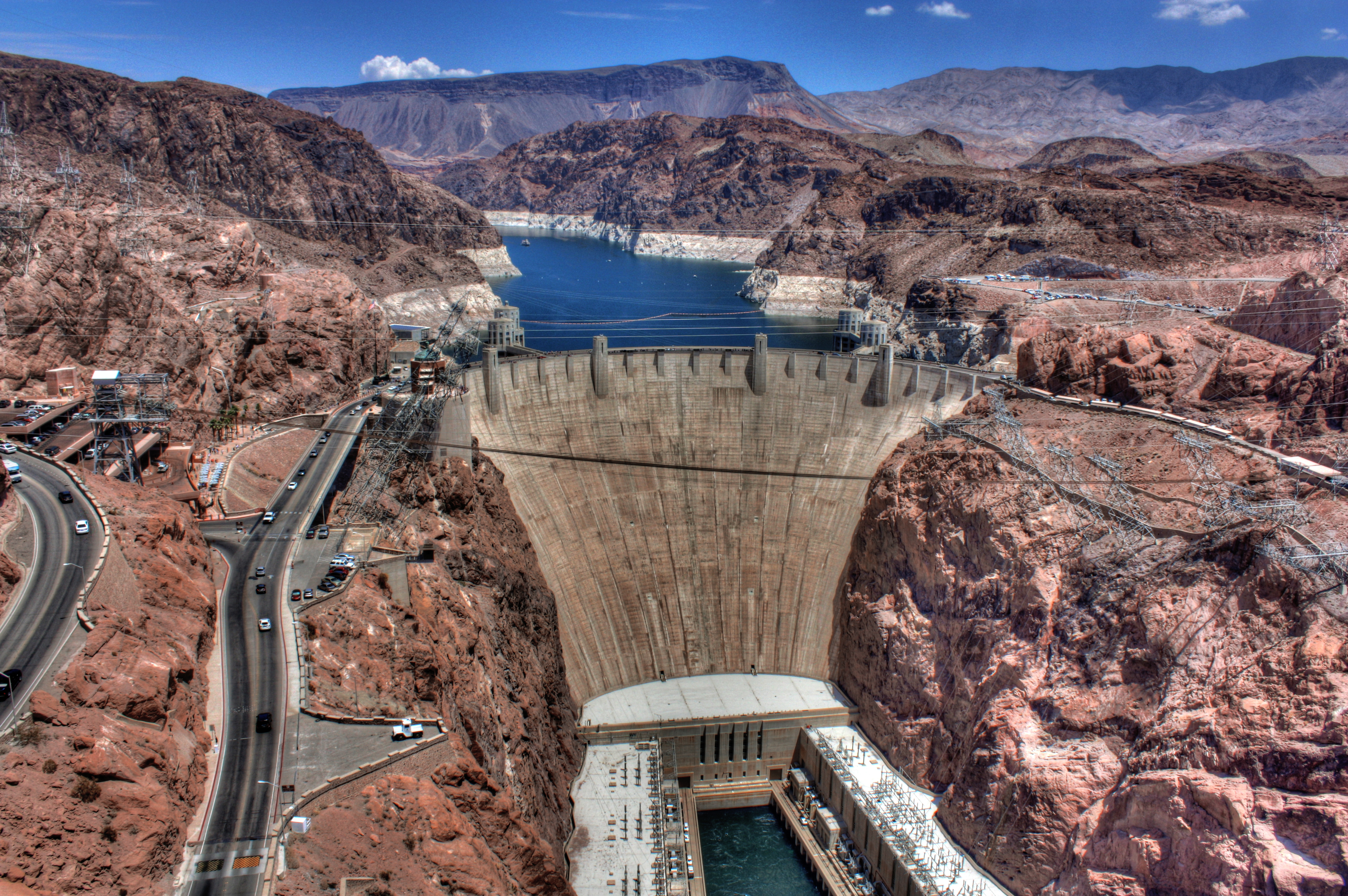
Der Hoover Dam ist seit August 1985 als National Historic Landmark anerkannt.

70 Bauwerke, Stätten und historische Bezirke (Historic Districts) des Countys sind im National Register of Historic Places („Nationales Verzeichnis historischer Orte“; NRHP) eingetragen (Stand 4. Februar 2022), darunter hat der Hoover Dam den Status eines National Historic Landmarks („Nationales historisches Wahrzeichen“).

## Demografische Daten

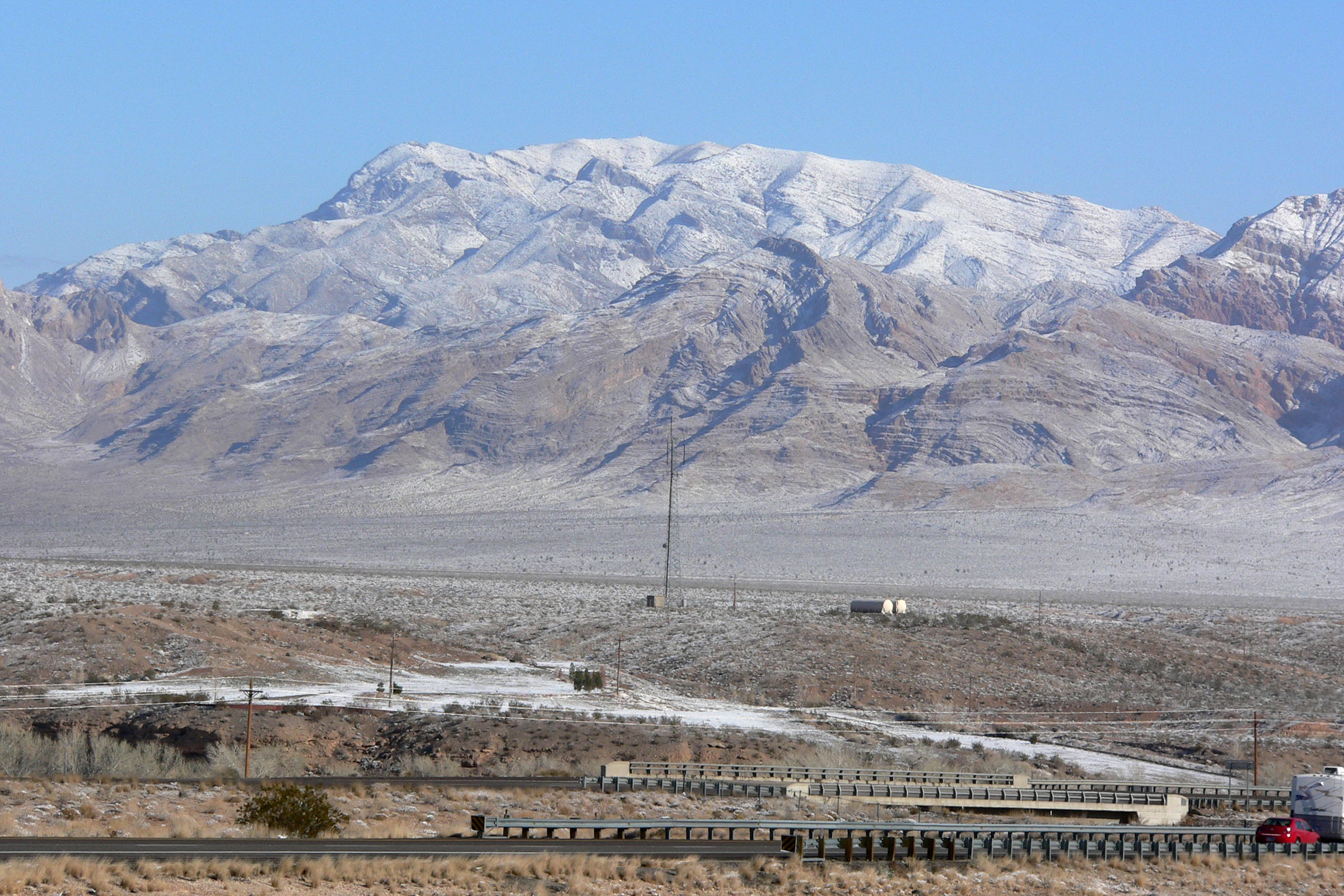
Die Beaver Dam Mountains

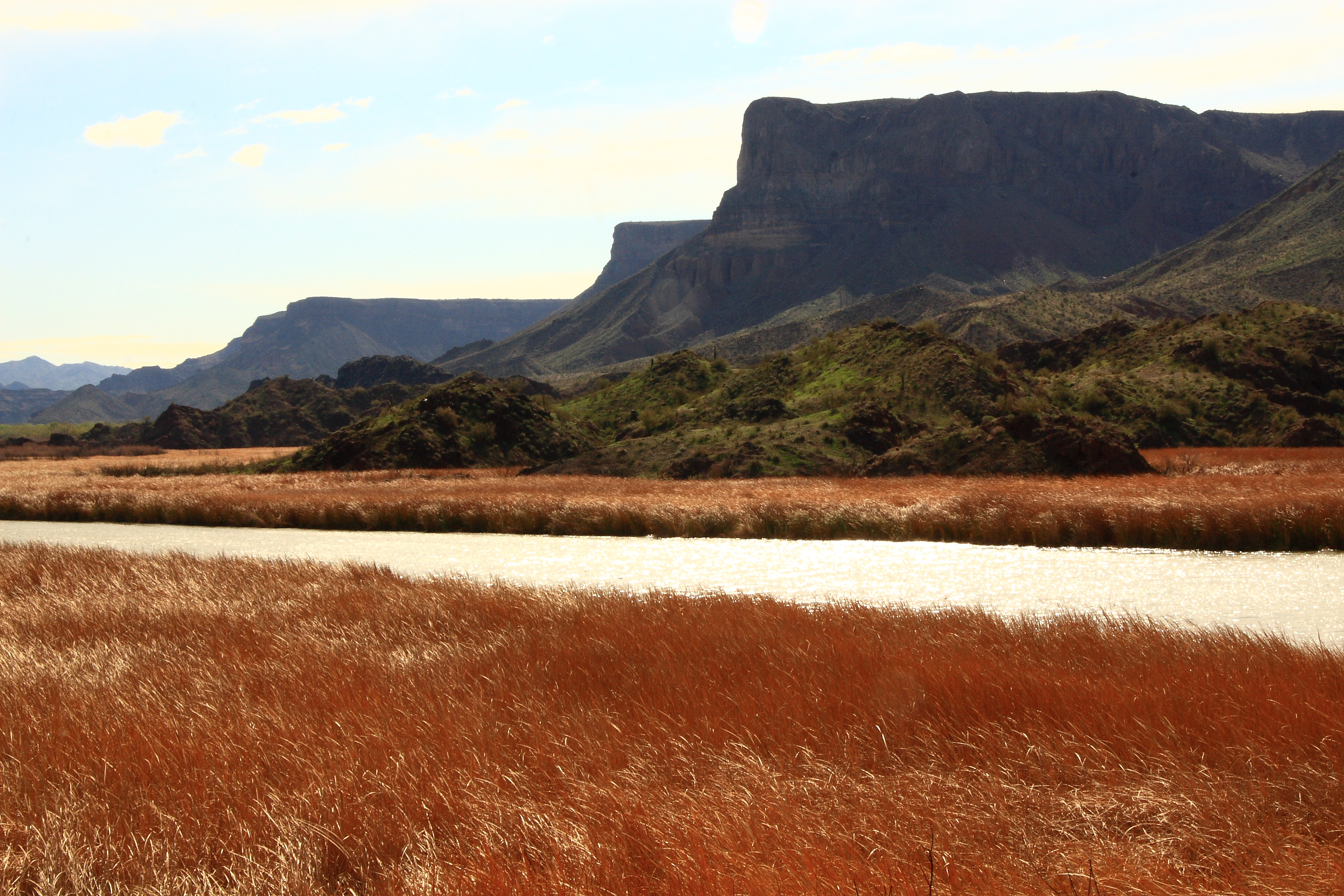
Der Bill Williams River

Nach der Volkszählung im Jahr 2000 lebten im Mohave County 155.032 Menschen. Es gab 62.809 Haushalte und 43.401 Familien. Die Bevölkerungsdichte betrug 4 Einwohner pro Quadratkilometer. Ethnisch betrachtet setzte sich die Bevölkerung zusammen aus 90,06 % Weißen, 0,54 % Afroamerikanern, 2,41 % amerikanischen Ureinwohnern, 0,77 % Asiaten, 0,11 % Bewohnern aus dem pazifischen Inselraum und 4,00 % aus anderen ethnischen Gruppen; 2,13 % stammten von zwei oder mehr ethnischen Gruppen ab. 11,08 % Prozent der Bevölkerung waren spanischer oder lateinamerikanischer Abstammung.
Von den 62.809 Haushalten hatten 25,10 % Prozent Kinder und Jugendliche unter 18 Jahre, die bei ihnen lebten. 55,10 % Prozent waren verheiratete, zusammenlebende Paare, 9,30 % Prozent waren allein erziehende Mütter, 30,90 % Prozent waren keine Familien. 24,10 % waren Singlehaushalte und in 11,30 %lebten Menschen im Alter von 65 Jahren oder darüber. Die Durchschnittshaushaltsgröße betrug 2,45 und die durchschnittliche Familiengröße lag bei 2,87 Personen.
Auf das gesamte County bezogen setzte sich die Bevölkerung zusammen aus 23,10 % Einwohnern unter 18 Jahren, 6,50 % zwischen 18 und 24 Jahren, 23,20 % zwischen 25 und 44 Jahren, 26,70 % zwischen 45 und 64 Jahren und 20,50 % waren 65 Jahre alt oder darüber. Das Durchschnittsalter betrug 43 Jahre. Auf 100 weibliche Personen kamen 98,90 männliche Personen, auf 100 Frauen im Alter ab 18 Jahren kamen statistisch 96,80 Männer.
Das jährliche Durchschnittseinkommen eines Haushalts betrug 31.521 USD, das Durchschnittseinkommen der Familien betrug 36.311 USD. Männer hatten ein Durchschnittseinkommen von 28.505 USD, Frauen 20.632 USD. Das Prokopfeinkommen betrug 16.788 USD. 13,90 % der Bevölkerung und 9,80 % der Familien lebten unterhalb der Armutsgrenze. 20,40 % davon sind unter 18 Jahre und 7,70 % sind 65 Jahre oder älter.

## Orte im Mohave County
Im Mohave County liegen vier Gemeinden, davon drei Cities und eine Town. Zu Statistikzwecken führt das U.S. Census Bureau 11 Census-designated places, die dem County unterstellt sind und keine Selbstverwaltung besitzen. Diese sind wie die Unincorporated Communities gemeindefreies Gebiet.
Cities
| - Bullhead City - Kingman - Lake Havasu City |

Towns
| - Colorado City |

Census-designated places
| - Arizona Village - Desert Hills - Dolan Springs - Golden Valley - Kaibab1 - Mesquite Creek | - Mohave Valley - Mojave Ranch Estates - New Kingman-Butler - Peach Springs - Willow Valley |

andere Unincorporated Communities
| - Beaver Dam - Chloride - Littlefield - Meadview - Nothing - Yucca | - Oatman - Santa Claus - Topock - Wikieup - Wolf Hole |

1 – teilweise im Coconino County

## Schutzgebiete
| - Alamo Lake State Park (partiell) - Bill Williams River National Wildlife Refuge (partiell) - Cattail Cove State Park - Grand Canyon National Park (partiell) - Grand Canyon-Parashant National Monument | - Havasu National Wildlife Refuge (partiell) - Lake Havasu State Park - Lake Mead National Recreation Area (partiell) - Pipe Spring National Monument |